# Gas di trasporto
Con gas di trasporto o carrier gas in cromatografia si intende la fase mobile in gascromatografia.
Questo termine fu coniato da Archer John Porter Martin.
Tipici gas di trasporto sono l'elio, l'azoto, l'argon, l'idrogeno e l'aria.
Il tipo di rivelatore accoppiato al gascromatografo determina quali gas di trasporto possono essere impiegati. Anche la matrice e le caratteristiche dei gas di trasporto influenzano la scelta.
Di solito i gas usati negli strumenti moderni hanno purezza di grado 5.0 (corrispondente a 99,999%) o superiore.
La velocità lineare del gas di trasporto influenza l'analisi. Una maggior flusso rende l'analisi più veloce, ma produce una separazione peggiore, pertanto dovrà essere adottato il miglior compromesso tra queste due esigenze.
In alcuni gascromatografi molto moderni è possibile modificare il flusso del gas durante la corsa e creare programmate di gradienti di flusso, in modo analogo alla temperatura.